# VoIP via de mobiele telefoon
VoIP via de mobiele telefoon (ook wel mobiel VoIP of mVoIP genoemd) is IP-telefonie via een mobiele telefoon.  Dat wil zeggen dat er gebeld wordt via een internetverbinding, waardoor het normale mobiele telefoniesysteem wordt omzeild. De gebruiker betaalt dan de kosten van de data transfer; bij onbeperkt internetten voor een vast bedrag zijn er geen meerkosten.
Wanneer een mobiele telefoon is voorzien van 3G kan er gebeld worden over een mobiele dataconnectie. Via Wi-Fi wordt het gesprek gerouteerd over het vaste DSL- of Fon-netwerk. De kwaliteit van het gesprek via Wi-Fi is beter dan via het 3G-netwerk, omdat er minder jitter, vertraging, en pakketverlies is.
Als nadeel van mobiele VoIP geldt dat de batterijtijd sterk afneemt omdat er meer processorcapaciteit wordt gebruikt.

## Gebruik
Er zijn meerdere manieren om hiervan gebruik te maken. Bij sommige aanbieders kan alleen een link worden gedownload, die in de browser van de mobiele telefoon wordt gezet. Voor andere aanbieders is er een specifieke app ter beschikking waarmee contacten rechtstreeks kunnen worden gebeld.
Het gebruik van data bij mobiel VoIP is ongeveer 80 kbit/s. Dit houdt in dat voor een data-abonnement van 1 GB per maand maximaal 1600 minuten kan gebeld worden.

## Platform
Meestal wordt een softphone zoals Bria Android gebruikt. Sommige recente smartphones hebben een ingebouwde VoIP client.
Het gebruik is afhankelijk van het mobiele platform. Bestaande platformen zijn:
- iOS
- Android: Bria Android
- Windows Phone
- Symbian
- BlackBerry OS

## Technologie
Sommige aanbieders maken geen rechtstreekse peer-to-peer-verbinding via het internet van andere telefoon, maar wikkelen het gesprek gedeeltelijk af via het vaste en/of mobiele netwerk. In dat laatste geval zijn er ook kosten voor het gebruik van de dienst zelf. Wanneer met een dergelijke dienst binnen een land wordt gebeld naar een andere mobiele telefoon, zijn de kosten vaak hoger dan wanneer men een abonnement neemt bij een gewone telefoonmaatschappij.
Daarnaast zijn er ook kosten voor het gebruik van het dataplan.

## Bekendste aanbieders
De volgende bedrijven bieden een VoIP-dienst aan via de mobiele telefoon.
Sommige leveranciers zoals Skype, en Google gebruiken een eigen (niet compatibel) protocol, terwijl de meeste het standaard SIP protocol gebruiken waardoor je oproepen kunt maken tussen de verschillende leveranciers.
Sommige leveranciers verlenen inkomende gesprekken; de meesten laten slechts uitgaande gesprekken toe.
- Skype werkt volledig via het gebruik van het dataplan via een peer-to-peer-verbinding. Voor de BlackBerry is er een service die gebruik gesprekken afwikkelt via een centrale, maar deze is niet beschikbaar voor alle modellen. Skype is ook beschikbaar voor verschillende andere smartphoneplatforms.[1]
- Google Voice werkt op iPhone, iPod Touch, iPad, BlackBerry en op mobiele telefoons met Android. Google Voice werkt niet peer-to-peer, maar wikkelt de gesprekken deels af via het vaste of mobiele netwerk. Deze is alleen beschikbaar voor de Amerikaanse markt.
- VoipBuster is een peer-to-peerdienst die van oorsprong bedoeld is om te kunnen bellen tussen computers. Sinds kort kan deze dienst ook op de mobiele telefoon worden gebruikt via een app. Deze dienst is niet beschikbaar voor BlackBerry.
- Fring is een peer-to-peerdienst om (gratis) te communiceren via diverse data-platforms. Deze service werkt niet via BlackBerry.
- Truphone is een peer-to-peerdienst. Voor BlackBerry wordt er niet gebeld via het 3G of wifi-netwerk, maar wordt er tegen lokale kosten gebeld.
- Vopium is een service die eerst een lokaal nummer belt, waar vervolgens mee naar het land van bestemming kan worden gebeld. Deze dienst is beschikbaar via een app.
- Vonage is een Amerikaanse dienstverlener die een app heeft ontwikkeld voor het gebruik van Facebook op de iPhone, iPod Touch, iPad en voor telefoons met Android. Ook is er een app voor de BlackBerry en Nexus One, maar deze kan geen gebruik maken van Facebook. De dienst werkt tot nu toe alleen in de Verenigde Staten.
- WhatsApp is een berichtendienst die door 52% van de Nederlanders wordt gebruikt.[2] In het eerste kwartaal van 2015 kwam er een update uit met een VoIP-dienst.[3][4]

## Houding mobiele telefoonmaatschappijen
In een aantal landen, waaronder Nederland, was het gebruik van VoIP op de mobiele telefoon lange tijd niet toegestaan door de meeste telefoonmaatschappijen. De reden hiervan was dat de meeste maatschappijen bang waren voor verlies van inkomsten. In Nederland zijn er inmiddels regels van netneutraliteit die bepalen dat internetproviders het VoIP-bellen niet mogen blokkeren. Mede door het gebruik van mobiel VoIP hebben de Nederlandse telefonieaanbieders limieten gezet op het gebruik van hun data-abonnementen.

## Ontwikkeling
Het is de verwachting dat de omzet van traditionele mobiele telefoonmaatschappijen sterk zal dalen door de opkomst van mobiel VoIP. Het limiteren van het dataverbruik zal waarschijnlijk worden ingeperkt door nationale en Europese regelgeving. Voor mobiele telefoonmaatschappijen is het dus van belang om andere bronnen van omzet te vinden.
Met LTE zal de analoge telefonie worden vervangen door een data-only oplossing.